# Cheiracanthium mondrainense
Cheiracanthium mondrainense is een spinnensoort uit de familie Cheiracanthiidae.
De wetenschappelijke naam van de soort werd in 1954 gepubliceerd door Barbara York Main.